# Karėličy
Karėličy (in bielorusso Карэлічы?; in russo Коре́личи?, Korelichi; in polacco Korelicze; in yiddish קארעליץ‎?, Korelitz) è una città della Bielorussia di circa 1 800 abitanti, nella voblasc' di Hrodna.